# Paul Cook (polityk)
Paul Cook (ur. 3 marca 1943 w Meriden) – amerykański polityk, członek Partii Republikańskiej.

## Działalność polityczna
Od 2006 zasiadał w Zgromadzeniu Stanowym Kalifornii. Następnie od 3 stycznia 2013 do rezygnacji 7 grudnia 2020 przez cztery kadencje był przedstawicielem 8. okręgu wyborczego w stanie Kalifornia w Izbie Reprezentantów Stanów Zjednoczonych. 